# 橋永晶子
橋永 晶子（はしなが しょうこ、1980年9月16日 - ）は、ホリプロ所属のフリーアナウンサー。元テレビ金沢アナウンサー。

## 人物・来歴
- 大阪府出身。早稲田大学第二文学部卒業。おとめ座で、血液型はO型。
- 好きな食べ物は、梅カレー、スイカ、手作り豆腐。苦手な食べ物は、とろけていないチーズ、サラミ、酢豚。
- 2004年からNHK和歌山放送局の契約キャスターとして、『わかやまNEWSウェーブ』や『ぐるっと関西おひるまえ』、『列島縦断 鉄道乗りつくしの旅』などにキャスターやリポーターとして出演。その他、イベントの司会も担当した。2006年1月にテレビ金沢へ移籍。
- 2013年3月末でテレビ金沢を退社[1]。
- 2013年秋フリーアナウンサーに転向。ホリプロ所属となる。

## 主な出演番組

### フリー転向後
- 情報ライブ ミヤネ屋（日本テレビ系）リポーター（2014年2月 -　）
- bayfm情報アナウンサー（金曜、土日不定期）
- Oh！わんだ～FXナイト！（ラジオNIKKEI）アシスタント（2013年10月1日 - 2014年2月25日）

### テレビ金沢
- ズームイン!!SUPER（石川県のリポート)
- Smile!（2006年10月 - 2009年6月）
- となりのテレ金ちゃん（2009年7月 - 2013年3月）2010年12月までは月・水曜、2011年1月以降は全日。
- 花のテレ金ちゃん（2013年1月 - 3月）不定期ニュース
- 北國新聞ニュース
- テレビ金沢ニュース
- びービーみつばち

### NHK和歌山放送局
- ぐるっと関西おひるまえ
- わかやまNEWSウェーブ（リポーター）